# Jesse & Joy (álbum)
Jesse & Joy es el nombre del primer álbum bilingüe y recopilatorio del grupo mexicano Jesse & Joy, lanzado el 3 de febrero de 2017.

## Lista de canciones
| N.º | Título                 | Duración |  |
| 1.  | «Echoes of love»       | 3:33     |  |
| 2.  | «More than amigos»     | 3:24     |  |
| 3.  | «Espacio sideral»      | 3:42     |  |
| 4.  | «Helpless»             | 4:09     |  |
| 5.  | «Run»                  | 4:26     |  |
| 6.  | «No soy una de esas»   | 3:29     |  |
| 7.  | «La de la mala suerte» | 4:10     |  |
| 8.  | «Here I go»            | 3:04     |  |
| 9.  | «Un besito más»        | 3:12     |  |
| 10. | «Llegaste tu»          | 4:06     |  |
| 11. | «Little drops of love» | 3:13     |  |
| 12. | «¡Corre!»              | 4:49     |  |